# Bermuda i olympiska sommarspelen 1964
Bermuda deltog med fyra deltagare vid de olympiska sommarspelen 1964 i Tokyo. Ingen av landets deltagare erövrade någon medalj.